# Vasselsjön (Grythyttans socken, Västmanland)
Vasselsjön är en sjö i Hällefors kommun i Västmanland och ingår i Göta älvs huvudavrinningsområde. Sjön är 27,5 meter djup, har en yta på 1,34 kvadratkilometer och befinner sig 190,1 meter över havet. Vid provfiske har bland annat abborre, gers, gädda och lake fångats i sjön.

## Delavrinningsområde
Vasselsjön ingår i det delavrinningsområde (661416-144125) som SMHI kallar för Utloppet av Vasselsjön. Medelhöjden är 216 meter över havet och ytan är 12,1 kvadratkilometer. Det finns inga avrinningsområden uppströms utan avrinningsområdet är högsta punkten. Vattendraget som avvattnar avrinningsområdet har biflödesordning 4, vilket innebär att vattnet flödar genom totalt 4 vattendrag innan det når havet efter 342 kilometer. Avrinningsområdet består mestadels av skog (75 procent). Avrinningsområdet har 1,46 kvadratkilometer vattenytor vilket ger det en sjöprocent på 12,1 procent.

## Fisk
Vid provfiske har följande fisk fångats i sjön:
- Abborre
- Gärs
- Gädda
- Lake
- Mört
- Siklöja